# 2021
2021 (MMXXI) var ett normalår som började en fredag i den gregorianska kalendern.

## Händelser

### Januari

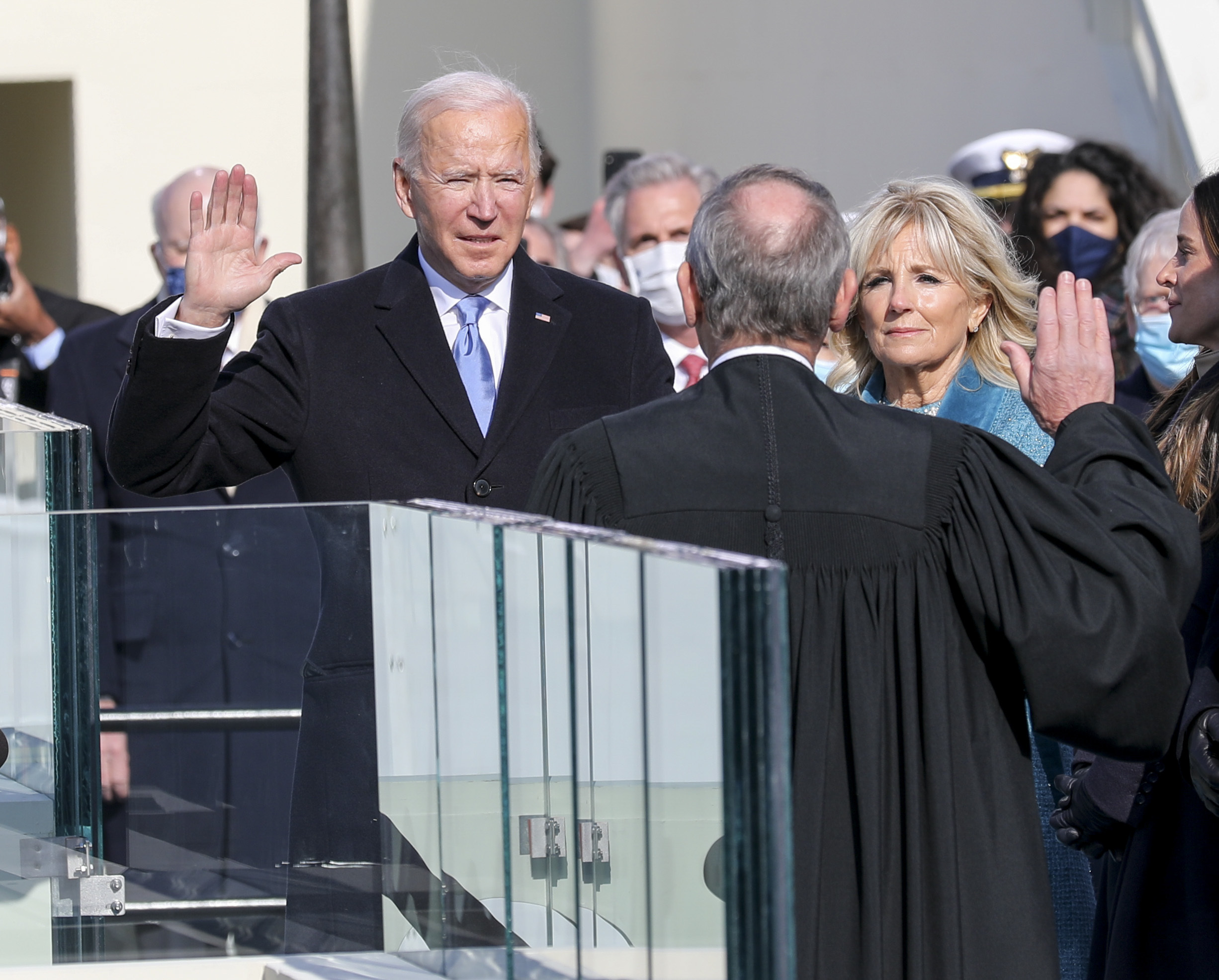
Joe Biden svärs in som USA:s 46:e pre–sident.

- 4 januari – Covid-19 pandemin: Antalet bekräftade fall av Covid-19 i världen passerar 85 miljoner och för tredje gången inför England  en lockdown till följd av den muterade varianten (VOC-202012/01).[1]
- 6 januari
  - Modernas vaccin mot covid-19 godkänns på rekommendation av EMA för användning i EU. Knappt 200 000 doser är planerade för leverans till Sverige innan slutet av februari.
  - Anhängare till USA:s avgående president Donald Trump stormar parlamentsbyggnaden Kapitolium.
- 9 januari – Sriwijaya Air Flight 182, en Boeing 737-500 med 62 människor ombord, störtar utanför Jakarta i Indonesien bara 4 minuter efter start.
- 10 januari – Nordkoreas ledare Kim Jong-un blir omvald som generalsekreterare för Koreas arbetarparti. Han tillträdde posten efter sin pappa Kim Jong-il som dog 2011.[2]
- 13 januari – Andra riksrätten mot Donald Trump beslutas av Representanthuset i USA:s kongress som en direkt följd av stormningen av Kapitolium en vecka tidigare.
- 20 januari – Joe Biden svärs in som USA:s 46:e president, med Kamala Harris som vicepresident.[3]
- 26 januari – Kaja Kallas tillträder som Estlands premiärminister.[4]

### Februari

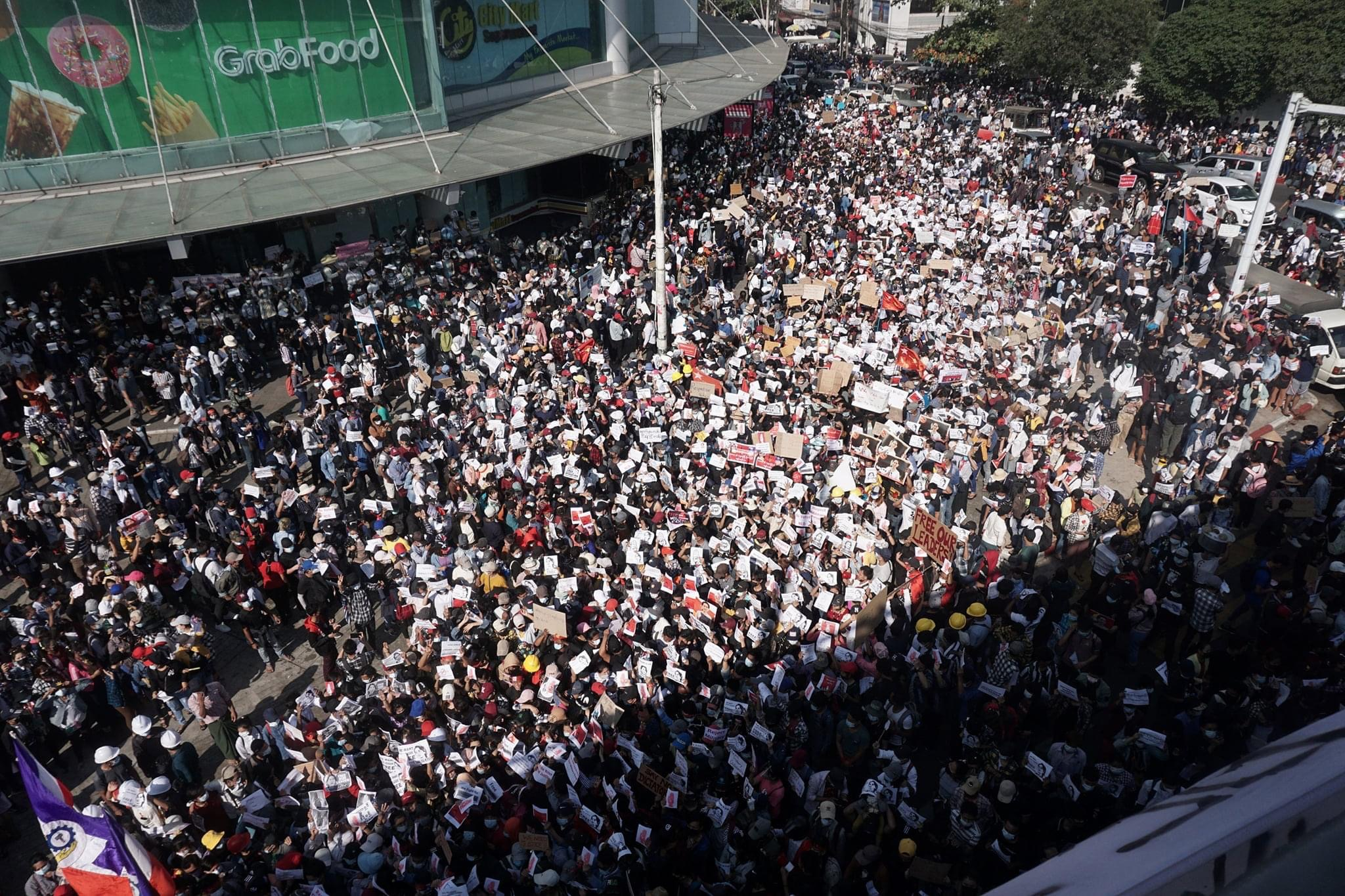
Myanmars statskansler Aung San Suu Kyi och andra regeringsföreträdare förs bort av militären i samband med en statskupp.

- 1 februari – Myanmars statskansler Aung San Suu Kyi och andra regeringsföreträdare förs bort av militären i samband med en statskupp.[5]
- 2 februari – Den ryske regimkritikern och oppositionelle politikern Aleksej Navalnyj döms till 3,5 års fängelse för att han inte inställt sig hos sin övervakare under den tid han vårdades för förgiftning i Tyskland.[6]
- 13 februari – Mario Draghi tillträder som Italiens premiärminister.
- 15 februari – Ngozi Okonjo-Iweala utses till generaldirektör för Världshandelsorganisationen. Mandatperioden inleds 1 mars.
- 18 februari – Efter sju månaders resa landar Perseverance tillsammans med Ingenuity i Jezero-kratern på Mars.[7]

### Mars
- 3 mars – Åtta personer skadas i ett våldsdåd i Vetlanda.
- 21 mars – Asteroiden 2001 FO32 passerar jorden.
- 23 mars – Blockeringen av Suezkanalen 2021: M/V Ever Given går på grund och blockerar Suezkanalen till 29 mars.
- 26 mars – Prins Julian av Sverige föds på Danderyds sjukhus.
- 30 mars–31 mars – 18-åriga Elin Klinteberg försvinner i Höör i Skåne och påträffas efter en stor sökinsats i staden avliden. Hon är den första av fem kvinnor som dödas i Sverige under tre veckors tid.[8]
- 31 mars – Ett statskuppsförsök genomförs i Niger.[9]

### April
- April – Kina skjuter ut de första modulerna i rymden till landets planerade rymdstation.[10]
- 2 april – En svårt skadad kvinna hittas i Huddinge. Hon dör till följd av sina skador dagen efter[11]. Hon är den andra kvinnan som dödas i Sverige under tre veckors tid.[8]
- 15 april – Det så kallade Klassikerskyddet i upphovsrättslagen 51 § prövas i Patent- och marknadsdomstolen. Domstolen avslår Svenska Akademiens begäran att förbjuda Nordfront och Nordiska motståndsrörelsen användning av Esaias Tegnérs, Viktor Rydbergs och Verner von Heidenstams samt verk i sammanhang där brottsliga handlingar eller kränkning av folkgrupp framförs.[12]
- 15 april – En kvinna attackeras vid ett resecentrum i Linköping, och avlider senare till följd av skadorna.[13] Hon är den tredje kvinnan som dödas i Sverige under tre veckors tid.[8]
- 16 april – En kvinna hittas död i sin lägenhet i Älta i Nacka efter att ha blivit utsatt för våld.[14] Hon är den fjärde kvinnan som dödas i Sverige under tre veckors tid.[8]
- 17 april – En kvinna attackeras och utsätts för våld i centrala Alvesta och avlider på platsen.[15] Hon är den femte kvinnan som dödas i Sverige under tre veckors tid.[8]
- 17 april – Den globala dödssiffran i den pågående coronaviruspandemin överstiger tre miljoner enligt Johns Hopkins-universitetet i USA.
- 18 april – The Super League, en europeisk utbrytarliga med avsikt att konkurrera med Uefa Champions League, lanseras. Tre dagar senare läggs ligan ned.
- 19 april – Den amerikanska drönaren Ingenuity utför den första flygturen i den tunna atmosfären på Mars och är även den första farkosten som flugit på en annan planet.[16][17]
- 24 april – USA:s president Joe Biden förklarade att han erkände det armeniska folkmordet.[18]

### Maj
- 3 maj – 26 personer omkommer och omkring 70 skadas då en upphöjd sektion av Mexico Citys tunnelbana kollapsar.
- 10 maj – Kazungulabron mellan Zambia och Botswana invigs och ersätter Kazungulafärjan.
- 11 maj – Israel–Palestina-konflikten: Hamas avfyrar raketer mot Israel och Israel attackerar Gazaremsan med luftangrepp.[19] Striderna utbryter bland annat till följd av israeliska vräkningshot mot palestinska familjer och att demonstrationer bröt ut vid al-Aqsa-moskén under firandet av högtiden ramadan i Jerusalem. [20]
- 14 maj – Den kinesiska rymdsonden Tianwen 1 landar på Mars.
- 15 maj – Israel–Palestina-konflikten: Höghuset Jala Tower i Gaza, där internationella mediebolag som AP och al-Jazira har sina kontor, totalförstörs i ett israeliskt luftangrepp. Israelisk militär påstår att byggnaden användes av Hamas, något som inte bekräftats. Luftangreppet fördöms av International Federation of Journalists, och även USA:s president Joe Biden uttrycker obehag över utvecklingen.[21]
- 16 maj – Val till Sametinget i Sverige hålls.[22]
- 20 maj – Israel–Palestina-konflikten: Israel och Hamas sluter vapenvila efter de föregående dagarnas stridigheter.[23]
- 22 maj
  - Staden Goma i östra Kongo-Kinshasa evakueras efter att vulkanen Nyiragongo får ett utbrott som kräver minst 32 människoliv.
  - Måneskins låt Zitti e buoni vinner Eurovision Song Contest 2021 för Italien i Rotterdam.
- 23 maj – Den belarusiske journalisten och aktivisten Raman Pratasevitj arresteras, efter att ett Ryanair-flygplan på väg från Aten till Vilnius tvingats landa på Minsks internationella flygplats.
- 27 maj – Ett specialavsnitt av tv-serien Vänner, Friends: The Reunion, har premiär, och blir den första återföreningen sedan serien avslutades 2004.

### Juni
- 7 juni – Polismyndigheter i 16 länder griper över 800 personer i en koordinerad insats kallad Operation Trojan Shield.
- 11 juni – Europamästerskapet i fotboll 2020, som flyttades fram från föregående år på grund av coronaviruspandemin, inleds och kommer att äga rum i 12 europeiska städer.
- 17 juni – Regeringskrisen i Sverige 2021: V, SD, KD och M hotar regeringen Löfven II med en misstroendeförklaring över ett utredningsbetänkande om marknadshyror vid nyproduktion.
- 21 juni – Regeringskrisen i Sverige 2021: Regeringen Löfven II fälls med en majoritet på 181 mandat i riksdagen som röstat ja till misstroendeförklaring.

### Juli

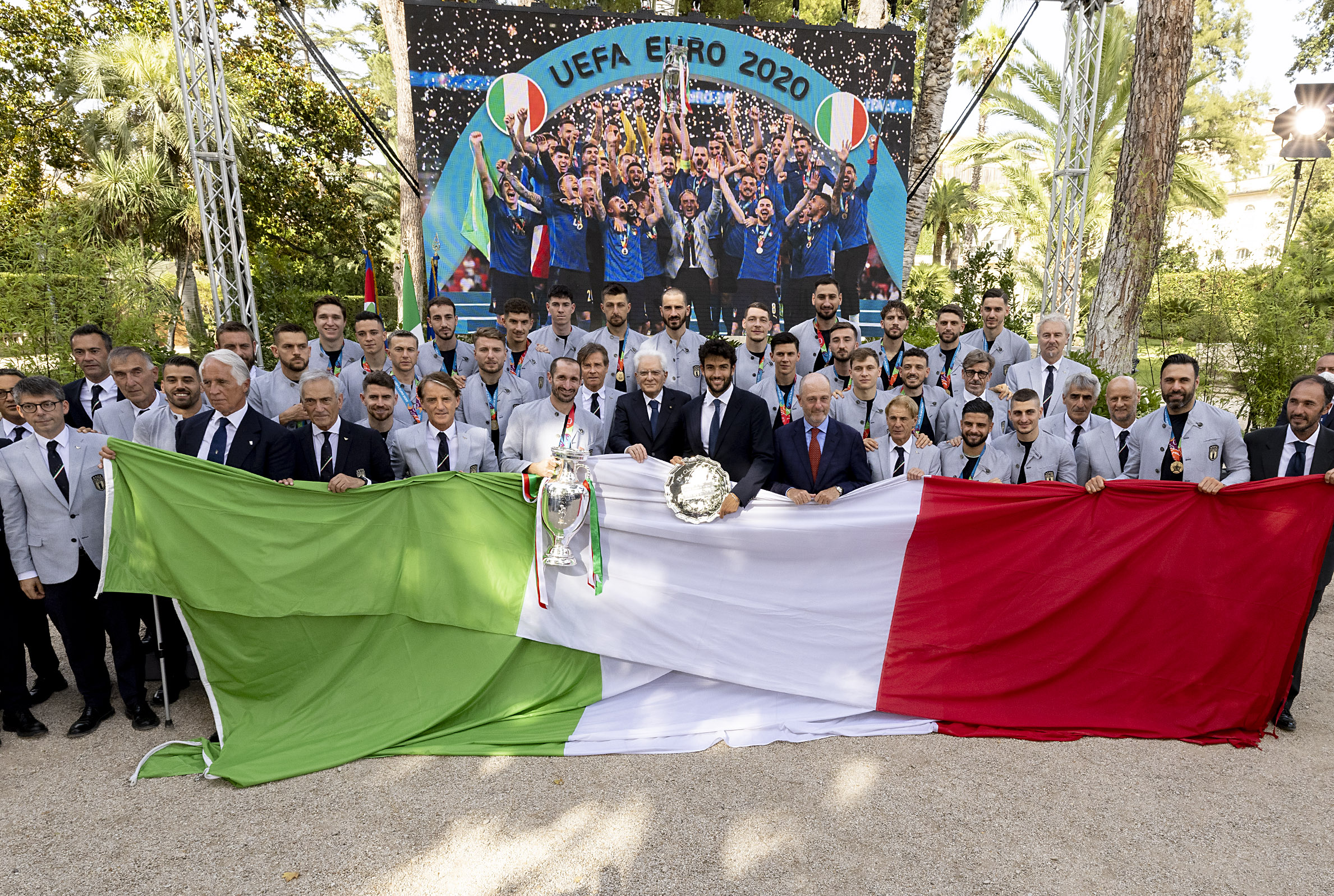
Italien vinner Europamästerskapet i fotboll 2020 efter straffavgörande i finalen mot England.

- 7 juli – Haitis president Jovenel Moïse mördas i sitt hem.
- 7 juli – Regeringskrisen i Sverige 2021: Stefan Löfven väljs åter till statsminister av Sveriges riksdag med 116 ja-röster mot 173 nej-röster. 60 ledamöter avstod från att rösta.
- 8 juli – Nio personer omkommer i en flygolycka vid Örebro flygplats.
- 9 juli – Regeringen Löfven III tillräder som Sveriges regering.
- 11 juli – Italien vinner Europamästerskapet i fotboll 2020 efter straffavgörande i finalen mot England.
- 23 juli – Olympiska sommarspelen 2020 invigs i Tokyo efter att ha skjutits upp ett år på grund av coronaviruspandemin.
- 31 juli – Daniel Ståhl vinner OS-guld i herrarnas diskuskastning.[24]

### Augusti

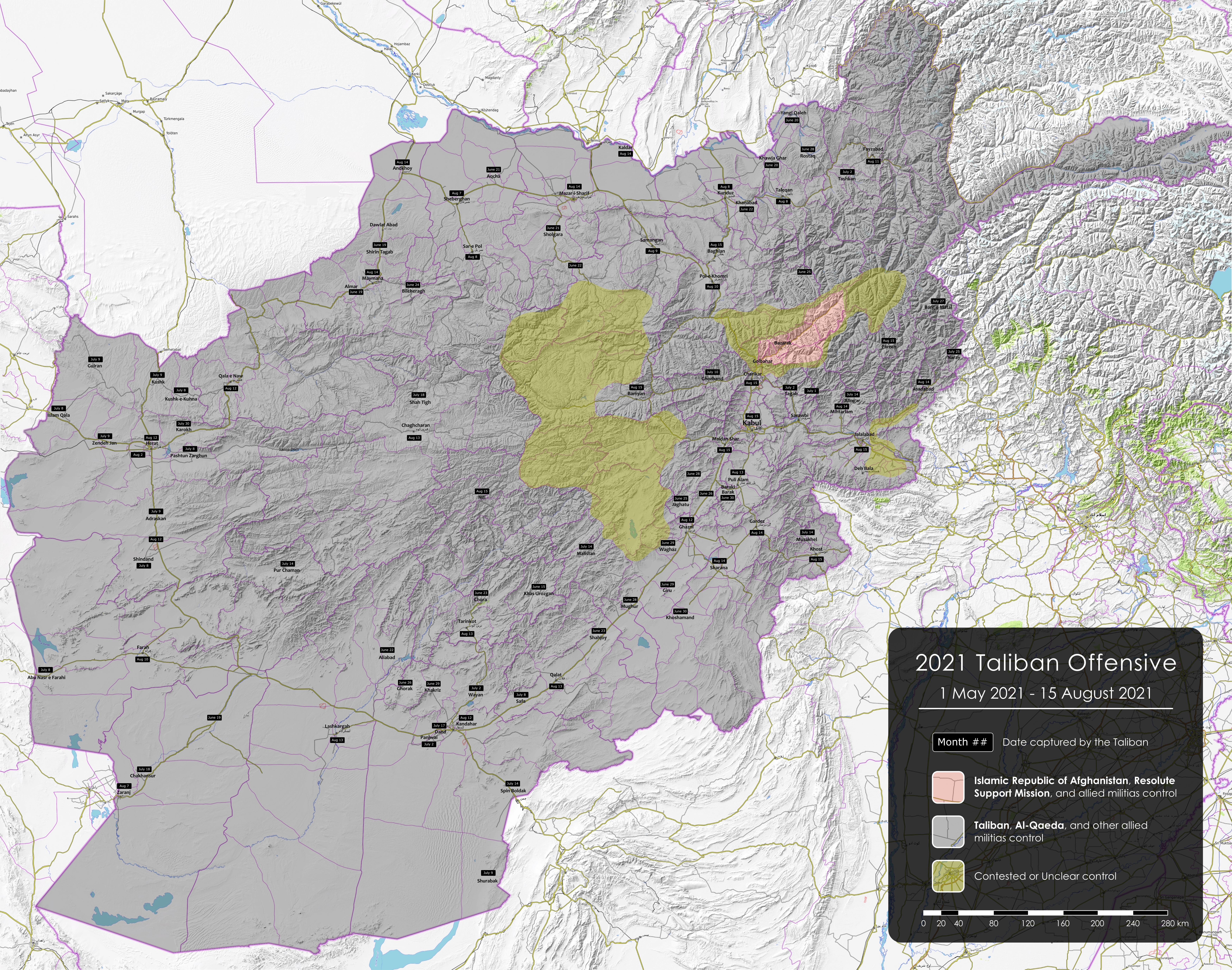
Talibanerna tar över makten i Afghanistan efter en omfattande offensiv.

- 4 augusti – Armand Duplantis vinner OS-guld i herrarnas stavhopp[25].
- 7 augusti – Det svenska hopplandslaget bestående av Henrik von Eckermann, Malin Baryard Johnsson och Peder Fredricson vinner OS-guld[26].
- 7 augusti – Captain Corey och Åke Svanstedt segrar i unghästloppet Hambletonian Stakes på Meadowlands Racetrack.
- 9 augusti – Tammerfors spårvägar invigs officiellt.
- 15 augusti – Afghanistans president Ashraf Ghani flyr landet efter Kabuls fall under Talibanoffensiven 2021.
- 22 augusti – Stefan Löfven meddelar att han avgår som statsminister och partiordförande vid Socialdemokraternas partikongress i november 2021.
- 24 augusti – Paralympiska sommarspelen 2020 invigs i Tokyo efter att ha skjutits upp ett år på grund av coronaviruspandemin.

### September
- 2 september  – Abba släpper två nya singlar, gruppens första på 40 år. De meddelar samtidigt att ett helt album och en hologram-konsert kommer.
- 14 september – Riksmötet 2021/2022 öppnas av kung Carl XVI Gustaf. Statsminister Stefan Löfven avger sin sista regeringsförklaring, vilken prioriterar jobb, klimat, välfärd och trygghet.[27][28]
- 19 september – Kyrkovalet i Svenska kyrkan 2021 genomförs. Tretton nomineringsgrupper kandiderar för mandat i det nationella kyrkomötet, och många fler för platser i stifts- och kyrkofullmäktige.
- 25 september – Alltingsval i Island genomförs. Självständighetspartiet får flest mandat.
- 26 september – Val till Tysklands förbundsdag genomförs. Socialdemokratiska SPD blir största parti. Liberala FDP och Die Grünen går framåt, medan regerande CDU/CSU som väntat backar. Även AfD och Die Linke backar. Die Linke klarar inte heller femprocentspärren, men räddas kvar av en lagregel om minoritetsskydd.[29][30]
- 28 september – Ett sprängdåd utförs i ett lägenhetshus i stadsdelen Annedal i Göteborg.
- 29 september – Covid-19-pandemin i Sverige: De flesta restriktioner och begränsningar mot spridning av covid-19 i samhället tas bort, med hänvisning till sjunkande smittotal och omfattande vaccinering bland befolkningen.

### Oktober
- 3 oktober – Konstnären Lars Vilks och hans två livvakter omkommer i en bilolycka vid Markaryd.
- 4 oktober – David Julius och Ardem Patapoutian tilldelas Nobelpriset i fysiologi eller medicin för sina upptäckter av receptorer för temperatur och beröring.[31]
- 5 oktober  – Nobelpriset i fysik tilldelas Syukuro Manabe och Klaus Hasselmann för sin forskning kring jordens klimat och människans klimatpåverkan, samt till Giorgi Parisi för teorin om oordnade material och slumpmässiga processer.[32]
- 6 oktober – Den tyske kemisten Benjamin List och hans brittiska kollega David MacMillan tilldelas Nobelpriset i kemi "för utveckling av asymmetrisk organokatalys".[33]
- 7 oktober – Abdulrazak Gurnah tilldelas Nobelpriset i litteratur "för att kompromisslöst och med stor medkänsla ha genomlyst kolonialismens verkningar och flyktingens öde i klyftan mellan kulturer och kontinenter".[34]
- 8 oktober – Journalisterna Maria Ressa, chefredaktör för webbtidningen Rappier, och Dmitrij Muratov, chefredaktör för den ryska tidningen Novaja Gazeta, tilldelas Nobels fredspris för sina respektive insatser att skydda yttrandefriheten.[35]
- 11 oktober – Sveriges Riksbanks pris i ekonomisk vetenskap till Alfred Nobels minne tilldelas David Card och Joshua Angrist samt Guido Imbens för forskning kring arbetsmarknaden respektive orsak- och verkanssamband, som påverkat andra forskningsområden och empirisk forskning.[36]
- 13 oktober – En man beväpnad med stickvapen och pilbåge genomför en attack i Kongsberg i Norge. Fem människor avlider och minst tre skadas svårt. Mannen grips samma kväll av norsk polis.[37]
- 14 oktober – Polisen offentliggör sin lista över utsatta områden. Klockaretorpet (Norrköping) och Rannebergen (Göteborg) plockas bort, medan Valsta (Sigtuna), Fisksätra (Nacka och Visättra/Grantorp (Flemingsberg) klassas som utsatta områden eller riskområden. Efter uppdateringen finns totalt 60 områden på listan.[38]
- 15 oktober – Den brittiske parlamentsledamoten David Amess knivhuggs till döds vid ett valkretsmöte i Belfairs metodistkyrka i Leigh-on-Sea av en okänd man.
- 15–17 oktober – Miljöpartiet håller partikongress digitalt. Vid kongressen uppmärksammas även att partiet fyllde 40 år.
- 17 oktober – Med två omgångar kvar säkrar FC Rosengård titeln som svenska mästare efter att ha besegrat Piteå IF med 3-2. Damallsvenskans 22:a och sista omgång spelas den 6 november.[39]
- 21 oktober – Rapparen Nils "Einár" Grönberg skjuts till döds i södra Stockholm, 19 år gammal.
- 21–24 oktober – Moderaterna genomför sin arbetsstämma i Helsingborg inför riksdagsvalet 2022.

### November
- 1–12 november – Förenta nationernas klimatkonferens 2021 genomförs i Glasgow, Storbritannien.
- 3 november – Den sydafrikanske författaren Damon Galgut vinner 2021 års Bookerpriset för sin bok The Promise, om en afrikaanerfamiljs vardag och svårigheter.
- 3 november – Regeringen utser Karolina Ekholm till ny riksgäldsdirektör och chef för Riksgälden. Professorn och förre vice riksbankschefen Ekholm blir den första kvinnan på uppdraget, och tillträder 1 februari 2022.[40]
- 3–7 november – Socialdemokraterna håller kongress, där Magdalena Andersson väljs till ny partiledare.
- 12–14 november – Kristdemokraterna håller riksting i Norrköping. På dagordningen står partiets valplattform inför riksdagsvalet 2022.
- 14 november – Ylva Karlsson får Astrid Lindgren-priset för förtjänstfullt författarskap inom barn- och ungdomslitteraturen.[41]
- 19–21 november – Liberalerna håller landsmöte i Linköping. Partiet upprepar sitt beslut att efter valet 2022 försöka bilda en borgerlig regering, där Sverigedemokraterna inte ingår och där budget i första hand förhandlas inom regeringen. SD kan dock utgöra regeringsunderlag.[42] Nyamko Sabuni blir omvald som partiordförande.
- 22 november – Svenska Förläggareföreningen delar ut Augustpriset. Årets svenska skönlitterära bok tilldelas Eufori. En roman om Sylvia Plath av Elin Cullhed. Årets svenska fackbok går till Dolda gudar. En bok om allt som inte går förlorat i en översättning av Nils Håkanson. Årets svenska barn- och ungdomsbok tilldelas Nattkorpen av Johan Rundberg. Lilla Augustpriset gick till Min ursäkt av Mirja Flodin, Nästansjö.[43]
- 24 november
  - Magdalena Andersson väljs till Sveriges statsminister i en statsministeromröstning i riksdagen. Det är första gången som en kvinna väljs till statsminister. Till följd av budgetomröstningen och ett förändrat regeringsunderlag begär och beviljas Andersson entledigande senare samma dag, utan att ha tillträtt.
  - Under kyrkomötets högtidliga gudstjänst ber Svenska kyrkan det samiska folket om ursäkt för kyrkans deltagande i övergrepp mot samerna. Ursäkten är en del i det försoningsarbete som görs mellan kyrkan och det samiska folket.[44]
- 25–28 november – Sverigedemokraterna håller sina landsdagar i Karlstad. Jimmie Åkesson blir omvald som partiordförande.[45] Partiet går till val på att förbjuda muslimska friskolor och en satsning på återvandring för invandrare i utanförskap.[46][47] Partiledningen fick stort mandat att förhandla om regeringsmakten efter valet 2022.[48]
- 26 november – Världshälsoorganisationen klassar SARS-CoV-2-Omikron som variant av särskild betydelse efter rapporter om omfattande spridning i södra Afrika. Finansiella marknader reagerar negativt och flera länder inför reserestriktioner.
- 29 november – Magdalena Andersson väljs till Sveriges statsminister ännu en gång i en statsministeromröstning i riksdagen. Hon tillträder formellt som statsminister den 30 november 2021 i regeringen Andersson.
- 29 november – Kristian Karlsson från Trollhättan och Mattias Falck från Karlskrona vinner guld i bordtennis dubbel för herrar under världsmästerskapen i Houston.
- 30 november
  - 19-årige Truls Möregårdh från Eslöv tar silver i bordtennis-VM i Houston.
  - Sandra Mason blir Barbados första president, då landet blir en republik, från att tidigare varit en monarki med Elizabeth II som statschef.
  - Magdalena Andersson håller sin regeringsförklaring[49] och anmäler vilka statsråd som ingår i regeringen Andersson.[50] Klockan 13:00 samma dag hålls skifteskonselj, där Andersson och regeringens övriga statsråd tillträder sina ämbeten. Därmed avgår också regeringen Löfven III.[51]

### December
- 4 december
  - Malmö FF vinner Fotbollsallsvenskan för herrar genom att spela 0-0 mot Halmstads BK på hemmaplan i den 30:e och sista omgången. En förlust hade inneburit att tvåan, AIK, tagit hem seriesegern.[52]
  - En kraftig brand bryter ut på det stora lastfartyget Almirante Storni utanför Vinga i Göteborgs skärgård. Fartyget är på väg från Ljusne i Hälsingland för vidare seglats mot Alexandria i Egypten. Ombord finns en besättning om 17 man. Larmet till räddningstjänsten inkommer klockan 14.30 på lördagseftermiddagen. En massiv släckningsinsats pågår därefter ute till havs i fem dagar med förstärkt assistans från Danmark och Norge. Den 9 december beslutas att fartyget ska bogseras in till Göteborgs hamn.
- 7 december
  - Svenska kyrkan meddelar att Antje Jackelén lägger ned biskopsstaven och lämnar ärkebiskopsämbetet den 30 oktober 2022, med anledning av sin pensionering. Uppsala stift ansvarar för valet av efterträdare, som beräknas vara klart i juni 2022. [53][54]
  - Svenska hopplandslaget med Malin Baryard-Johnsson, Henrik von Eckermann och Peder Fredricson tilldelas Svenska Dagbladets guldmedalj för årets främsta svenska idrottsbragd.[55]
- 8 december – Olaf Scholz väljs till ny förbundskansler, med stöd av den så kallade trafikljuskoalitionen bestående av socialdemokratiska SPD (röd), liberala FDP (gul) och gröna Die Grünen (grön). Valet bekräftas samma dag av president Frank-Walter Steinmeier som i enlighet med grundlagen utser Scholz till ny kansler och därmed entledigar Angela Merkel från uppdraget.[56]
- 10 december – Magnus Carlsen tar sin femte raka världsmästartitel i schack efter att ha segrat mot den ryska schackspelaren Jan Nepomnjasjtjij som föll i elfte partiet. Nyckelmatchen blev också den längsta i tävlingens historia, Carlsen vann först efter 7 timmar och 47 minuter.[57]
- 12 december – Max Verstappen vinner förarmästerskapet i Formel 1, samtidigt som Mercedes vinner konstruktörsmästerskapet.
- 19 december – Presidentval hålls i Chile, där vänsterkandidaten Gabriel Boric segrar mot den högerextreme kandidaten José Antonio Kast.
- 25 december – James Webb-teleskopet skickas ut i rymden från den europeiska rymdbasen Kourou i Franska Guyana.[58]

## Födda
- 26 mars – Prins Julian, son till prins Carl Philip och prinsessan Sofia.
- 4 juni – Lilibet Mountbatten-Windsor, dotter till prins Harry och Meghan, hertiginna av Sussex

## Avlidna

### Januari

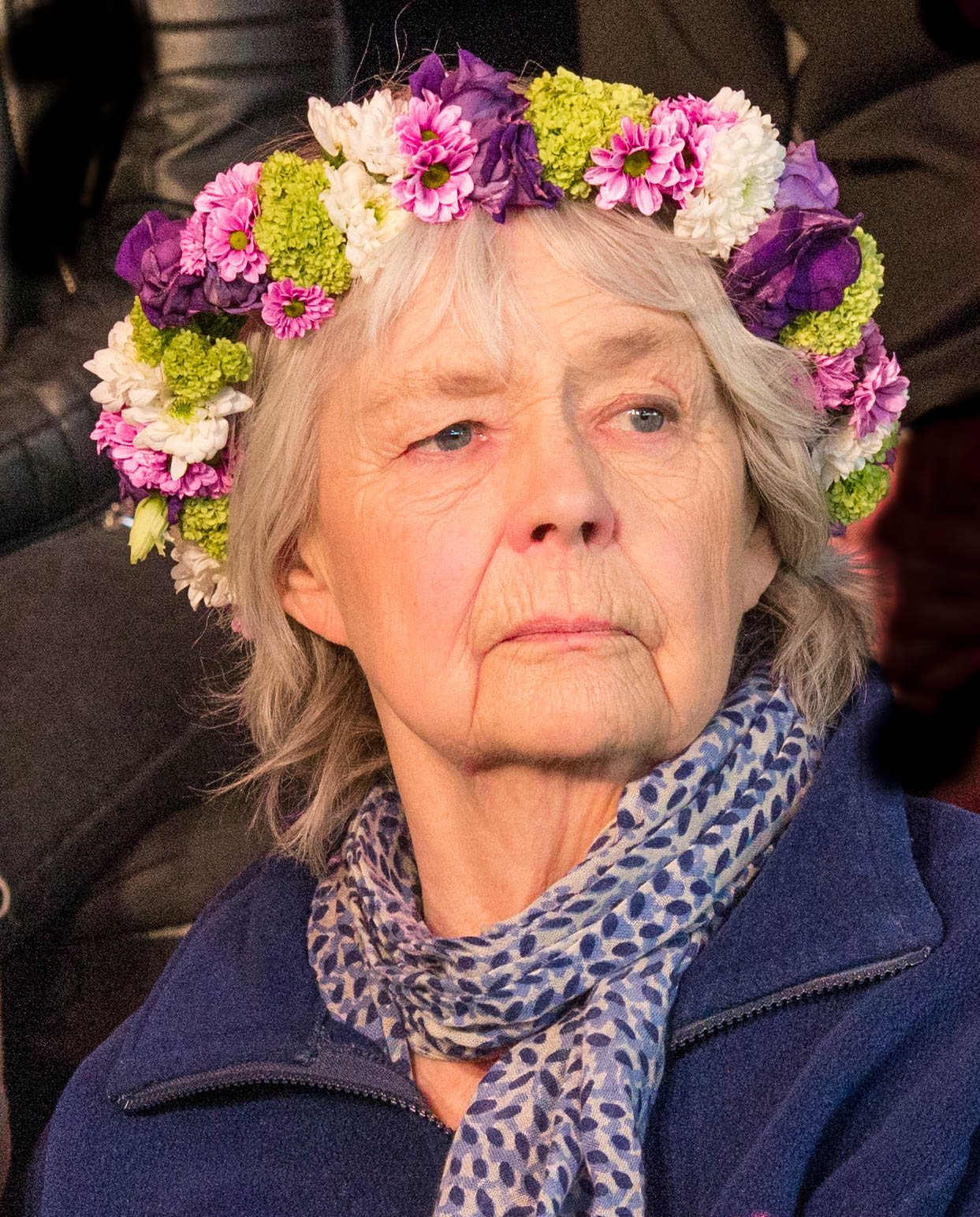
Den svenska skådespelaren Mona Malm avled 12 januari, 85 år gammal.

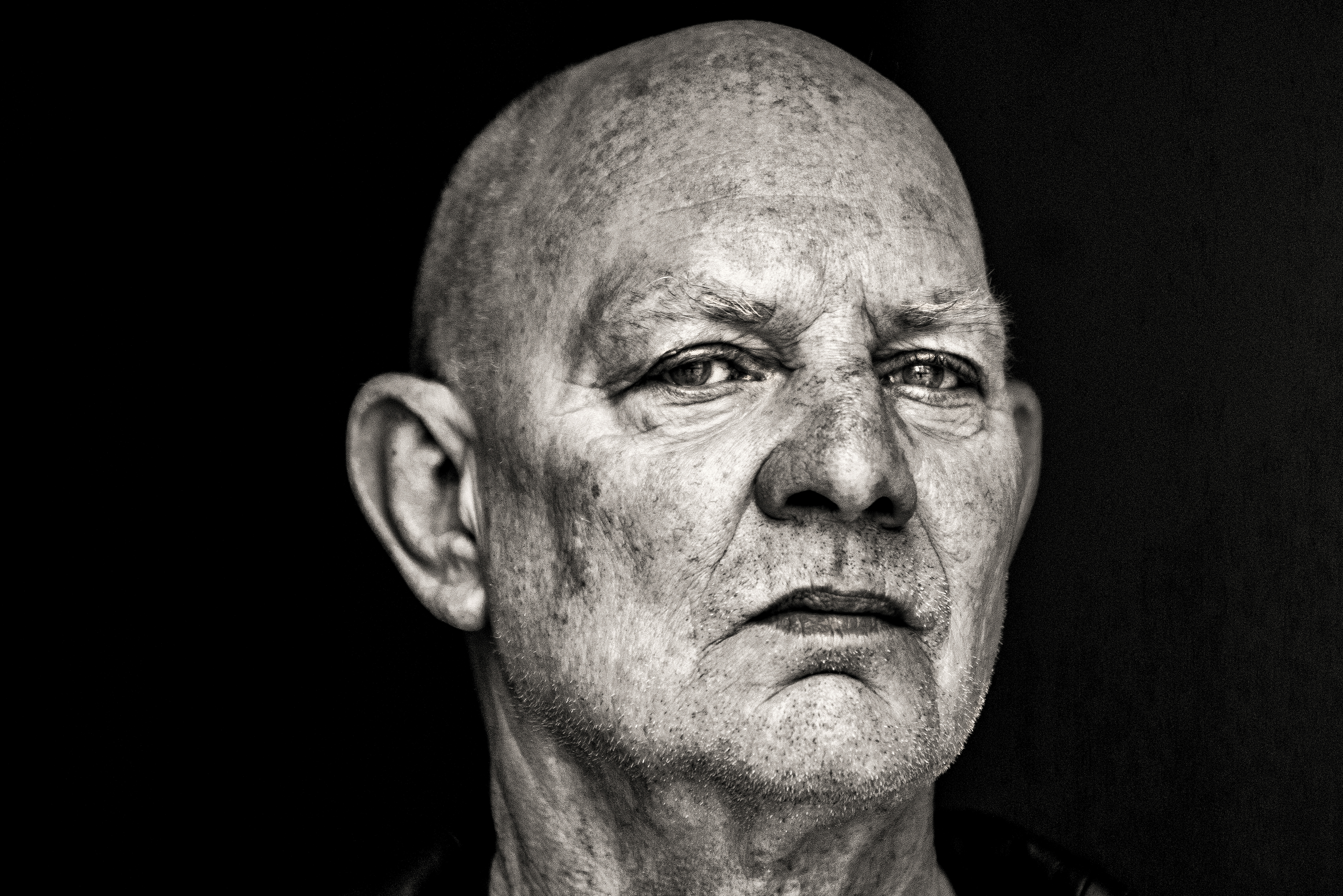
Den svenske regissören, författaren och poeten Lars Norén avled 26 januari, 76 år gammal.

- 3 januari – Barbara Shelley, 88, brittisk skådespelare.
- 4 januari – Gregory Sierra, 83, amerikansk skådespelare.
- 7 januari – Michael Apted, 79, brittisk filmregissör.
- 10 januari – Thorleif Torstensson, 71, svensk dansbandssångare och musiker (Thorleifs).
- 11 januari – Tord Peterson, 94, svensk skådespelare.
- 12 januari – Mona Malm, 85, svensk skådespelare.
- 14 januari – Peter Mark Richman, 93, amerikansk skådespelare.
- 16 januari – Phil Spector, 81, amerikansk musikproducent och dömd mördare.
- 23 januari – Larry King, 87, amerikansk programledare.
- 24 januari – Gunnel Lindblom, 89, svensk skådespelare.
- 26 januari – Lars Norén, 76, svensk regissör, dramatiker, författare och poet.
- 28 januari – Annette Kullenberg, 82, svensk journalist och författare.
- 30 januari – Klaus Hübner, 96, tysk socialdemokratisk politiker, Västberlins polischef 1969–1987.

### Februari
- 5 februari – Christopher Plummer, 91, kanadensisk-amerikansk skådespelare.
- 8 februari – Mary Wilson, 76, amerikansk sångare och artist.
- 9 februari – Chick Corea, 79, amerikansk jazzpianist.
- 10 februari – Larry Flynt, 78, amerikansk publicist av pornografi.
- 14 februari – Carlos Menem, 90, argentinsk politiker, Argentinas president 1989–1999.
- 17 februari – Rush Limbaugh, 70, amerikansk journalist och radioprogramledare.
- 19 februari – Ebba Andersson, 85, pionjär inom svensk damfotboll.
- 22 februari – Lawrence Ferlinghetti, 101, amerikansk författare och bokförläggare.
- 26 februari – Hannu Mikkola, 78, finländsk rallyförare.

### Mars
- 2 mars
  - Chris Barber, 90, brittisk jazztrombonist.
  - Bunny Wailer, 73, jamaicansk reggaemusiker.
- 3 mars – Peter Curman, 80, svensk författare och kritiker.
- 5 mars
  - Stig Malm, 79, svensk fackföreningsman, LO:s ordförande 1983–1993.
  - Birgitta Rasmusson, 81, svensk kokboksförfattare och tv-profil (Hela Sverige bakar).
- 17 mars – John Magufuli, 61, tanzanisk politiker, Tanzanias president 2015–2021.
- 21 mars
  - Nawal El Saadawi, 89, egyptisk författare, läkare och politisk aktivist.
  - Adam Zagajewski, 75, polsk författare och poet.

### April

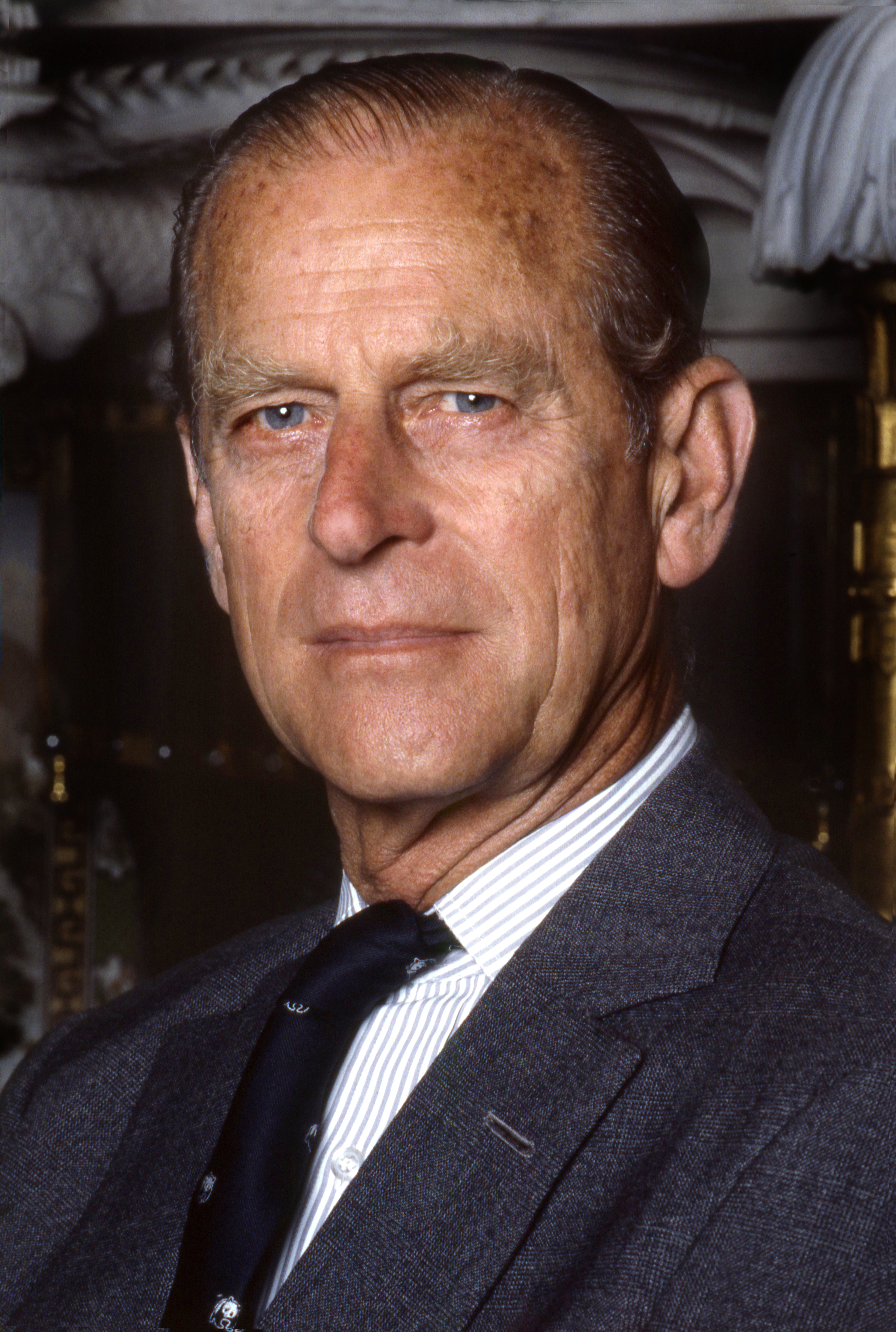
Prins Philip, hertig av Edinburgh avled 9 april, 99 år gammal.

- 6 april – Hans Küng, 93, schweizisk romersk-katolsk präst och teolog.
- 9 april
  - DMX, 50, amerikansk rappare.
  - Prins Philip, hertig av Edinburgh, 99, brittisk kunglighet, make till drottning Elizabeth II sedan 1947.
- 14 april
  - Bernard Madoff, 82, amerikansk finansman och dömd bedragare.
  - Sköld Peter Matthis, 83, svensk läkare och politisk aktivist.
  - Inga Sarri, 86, svensk skådespelare.
- 19 april – Walter Mondale, 93, amerikansk politiker (demokrat), USA:s vicepresident 1977–1981.
- 20 april – Idriss Déby, 68, tchadisk politiker och militär, Tchads president 1990–2021.
- 28 april – Michael Collins, 90, amerikansk astronaut.

### Maj

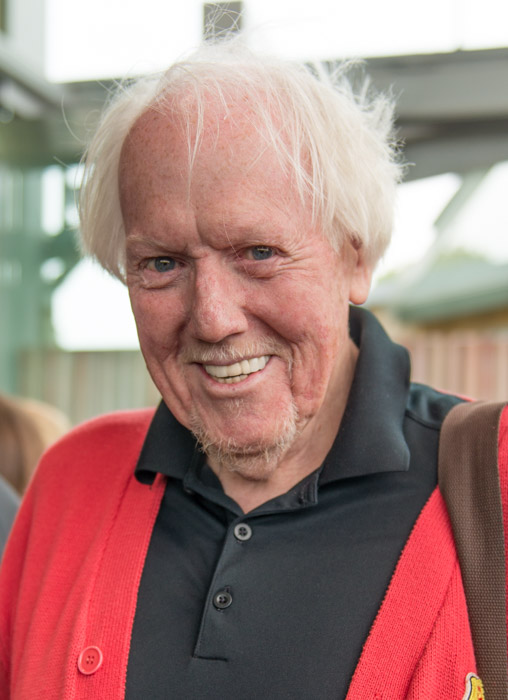
Den svenske sångaren Svante Thuresson avled 10 maj, 84 år gammal.

- 1 maj – Olympia Dukakis, 89, amerikansk skådespelare.
- 5 maj – Bertil "Bebben" Johansson, 86, svensk fotbollsspelare
- 10 maj – Svante Thuresson, 84, svensk sångare.
- 18 maj – Charles Grodin, 86, amerikansk skådespelare.
- 22 maj – Yuan Longping, 90, kinesisk agronom.
- 23 maj – Max Mosley, 81, brittisk racerförare, president för Fédération Internationale de l'Automobile (FIA) 1993–2009.
- 27 maj – Poul Schlüter, 92, dansk politiker, Danmarks statsminister 1982–1993.

### Juni
- 3 juni – Anerood Jugnauth, 91, mauritisk politiker, Mauritius premiärminister 1982–1995, 2000–2003 och 2014–2017; president 2003–2012.
- 4 juni – Friederike Mayröcker, 96, österrikisk poet och författare.
- 7 juni – Göte Fyhring, 92, svensk skådespelare
- 11 juni
  - Lucinda Riley, 56, brittisk (nordirländsk) författare.
  - Sara Wedlund, 45, svensk friidrottare inom löpning.
- 13 juni
  - Ned Beatty, 83, amerikansk skådespelare.
  - Nikita Mandryka, 80, fransk serieskapare.
- 14 juni – Enrique Bolaños, 93, nicaraguansk politiker, Nicaraguas president 2002–2007.
- 16 juni
  - Bengt Göransson, 88, svensk politiker, skolminister 1982–1989 och kulturminister 1982–1991.
  - Anders Nunstedt, 51, svensk musikjournalist.
- 17 juni – Kenneth Kaunda, 97, zambisk politiker, Zambias president 1964–1991.
- 23 juni
  - John McAfee, 75, amerikansk IT-entreprenör
  - Med Reventberg, 73, svensk skådespelare.
- 24 juni – Benigno Aquino III, 61, filippinsk politiker, Filippinernas president 2010–2016.
- 27 juni – Peps Persson, 74, svensk musiker, sångare och låtskrivare.
- 29 juni – Donald Rumsfeld, 88, amerikansk politiker, USA:s försvarsminister 1975–1977 och 2001–2006.
- 30 juni – Inge Danielsson, 80, svensk fotbollsspelare.

### Juli
- 5 juli

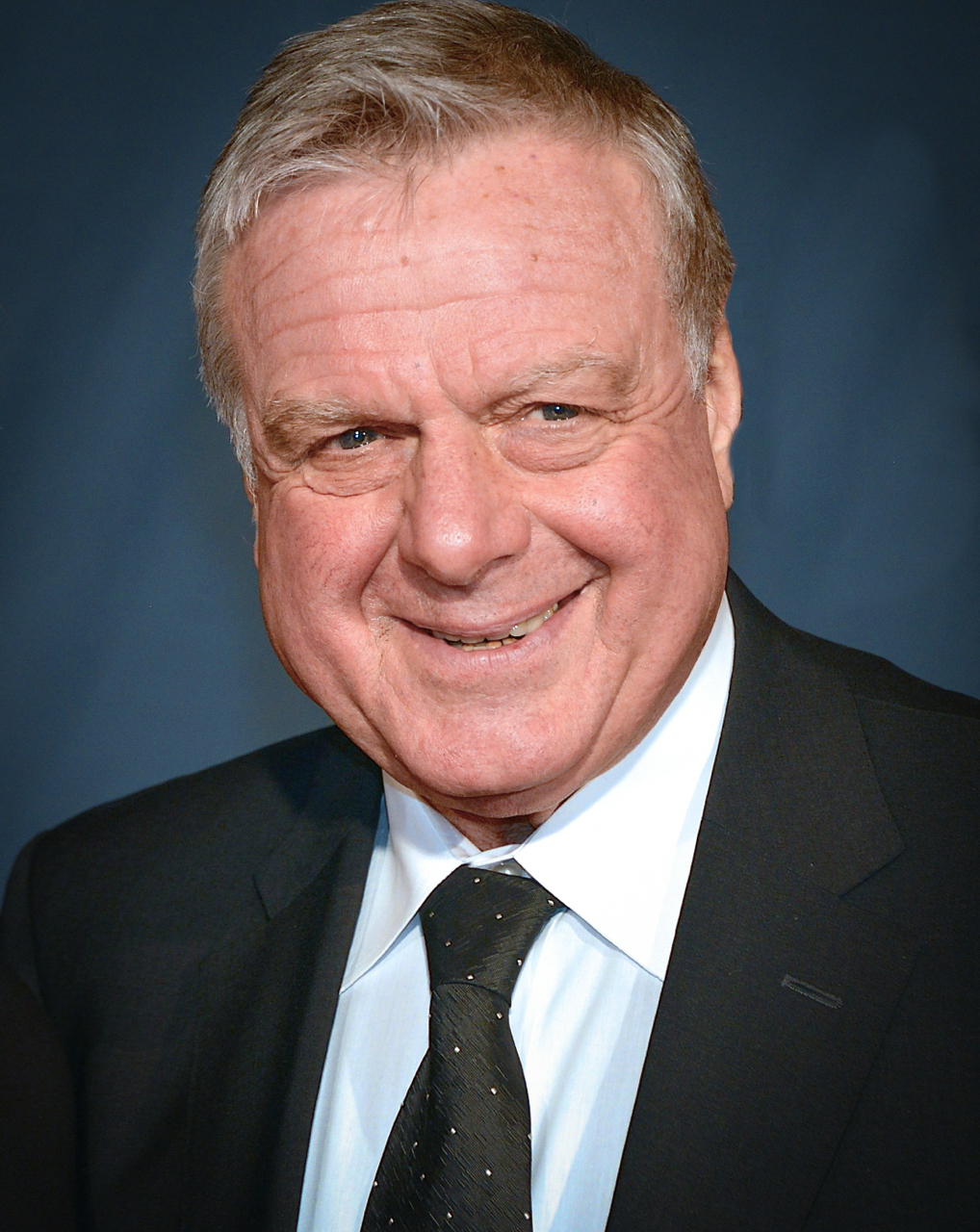
Den svenske sportkommentatorn och TV-programledaren Tommy Engstrand avled 18 juli, 81 år gammal.

  - Raffaella Carrà, 78, italiensk sångare, skådespelare och TV-programledare.
  - Richard Donner, 91, amerikansk filmregissör och producent.
  - Vladimir Menshov, 81, rysk (sovjetiskfödd) filmregissör och skådespelare.
- 7 juli
  - Jovenel Moïse, 53, haitisk politiker, Haitis president 2017–2021.
  - Carlos Reutemann, 79, argentinsk racerförare och politiker.
- 9 juli – Paul Mariner, 68, engelsk fotbollsspelare.
- 14 juli
  - Mamnoon Hussain, 80, pakistansk politiker, Pakistans president 2013–2018.
  - Kurt Westergaard, 86, dansk karikatyrtecknare.
- 15 juli, Peter R. de Vries, 64, nederländsk brottsreporter.
- 18 juli – Tommy Engstrand, 81, svensk sportjournalist och programledare.
- 19 juli
  - Arturo Armando Molina, 93, salvadoransk politiker och militär, El Salvadors president 1972–1977.
  - Lars Weiss, 75, svensk journalist och TV-chef.
- 20 juli – Curt-Eric Holmquist, 73, svensk pianist och kapellmästare.
- 24 juli – Rodney Alcala, 77, amerikansk seriemördare.
- 28 juli – Dusty Hill, 72, amerikansk basist och låtskrivare (ZZ Top).

### Augusti

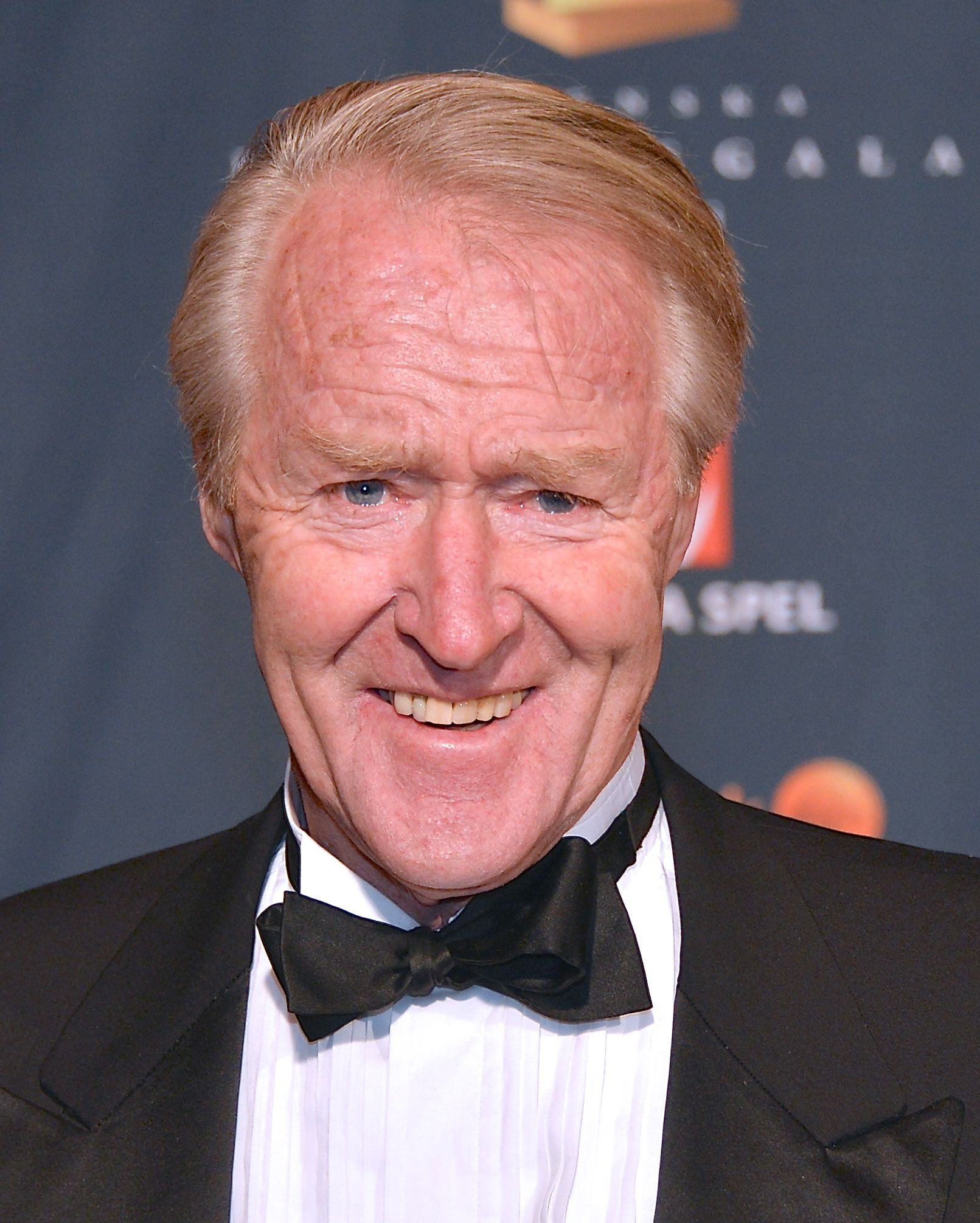
Den svenske sportjournalisten och golfkommentatorn Göran Zachrisson avled 11 augusti, 83 år gammal.

- 4 augusti – Åke Lundqvist, 85, svensk skådespelare.
- 10 augusti – Tony Esposito, 78, kanadensisk-amerikansk ishockeymålvakt.
- 11 augusti – Göran Zachrisson, 83, svensk sportjournalist och golfkommentator.
- 13 augusti – Carolyn S. Shoemaker, 92, amerikansk astronom.
- 15 augusti – Gerd Müller, 75, tysk (västtysk) fotbollsspelare.
- 23 augusti – Jean-Luc Nancy, 81, fransk filosof.
- 24 augusti
  - Hissène Habré, 79, tchadisk politiker, militär och dömd krigsförbrytare, Tchads president 1982–1990.
  - Charlie Watts, 80, brittisk trumslagare (The Rolling Stones).
- 25 augusti – Gunilla Bergström, 79, svensk författare (Alfons Åberg).
- 28 augusti – Anki Larsson, 67, svensk skådespelare
- 29 augusti – Jacques Rogge, 79, belgisk läkare, olympisk seglare och rugbyspelare; ordförande i Internationella olympiska kommittén 2001–2013.
- 30 augusti – Oliver Loftéen, 42, svensk skådespelare.

### September

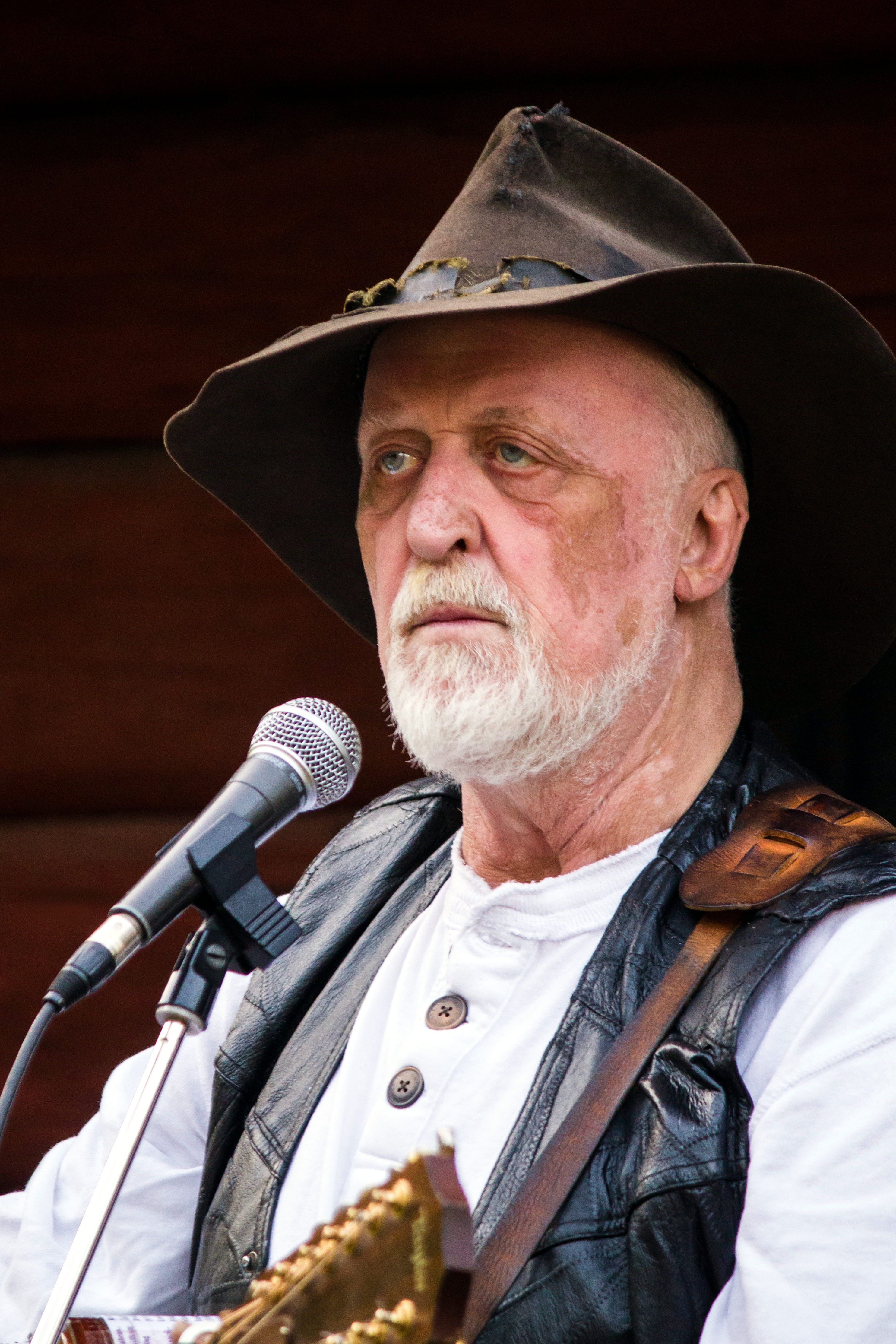
Den svenske vissångaren Ewert Ljusberg, avled 1 oktober, 76 år gammal.

- 2 september – Mikis Theodorakis, 96, grekisk kompositör, dirigent och politiker.
- 5 september – Sarah Harding, 39, brittisk sångare, modell och skådespelare (Girls Aloud).
- 6 september
  - Jean-Paul Belmondo, 88, fransk skådespelare.
  - Michael K. Williams, 54, amerikansk skådespelare (The Wire).
- 10 september – Jorge Sampaio, 81, portugisisk politiker, president 1996–2006.
- 14 september – Norm Macdonald, 61, kanadensisk komiker och skådespelare.
- 17 september
  - Abdelaziz Bouteflika, 84, algerisk politiker, president 1999–2019.
  - Arvid Lagercrantz, 78, svensk författare, journalist och radiochef.
- 19 september
  - Jimmy Greaves, 81, engelsk (brittisk) fotbollsspelare.
  - Mats Paulson, 83, svensk vissångare och kompositör.
- 20 september – Anders Larsson, 68, svensk författare, dramatiker och skådespelare.
- 22 september – Ulf Nilsson, 73, svensk författare.
- 28 september – Cecilia Lindqvist, 89, svensk sinolog.
- 30 september – Lennart Åberg, 79, svensk jazzmusiker, kompositör och arrangör.

### Oktober

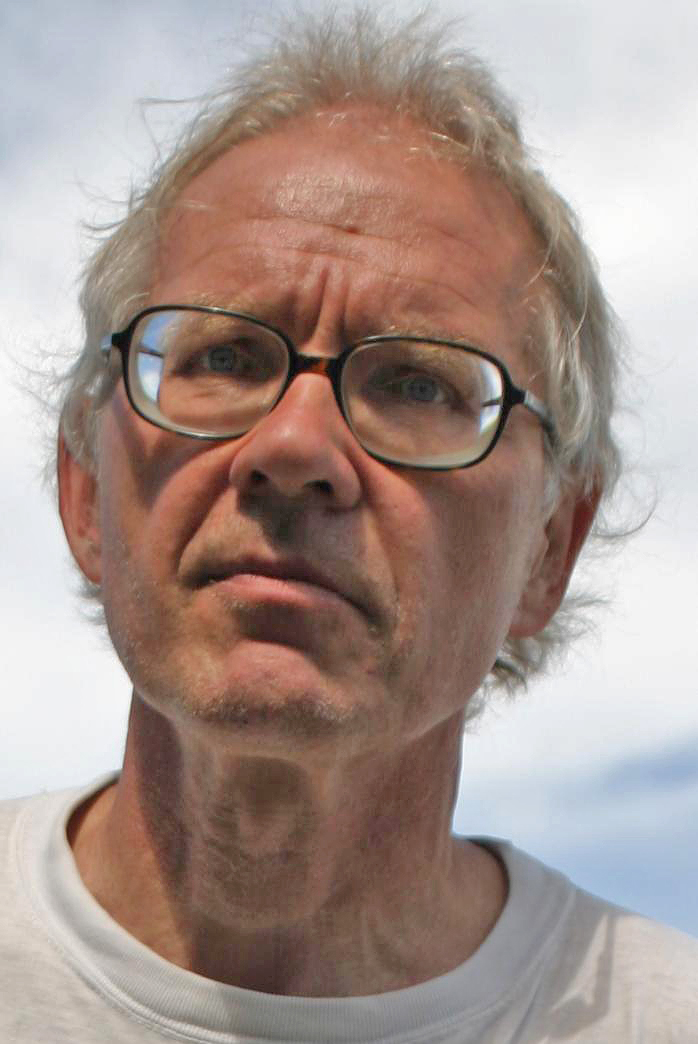
Den svenske konstnären och debattören Lars Vilks avled 3 oktober, 75 år gammal.

- 1 oktober – Ewert Ljusberg, 76, svensk vissångare och underhållare, president i Republiken Jamtland 1989–2021.
- 3 oktober
  - Ole Hjorth, 91, svensk spelman och violinist.
  - Tomas Norström, 65, svensk skådespelare.
  - Björn Runeborg, 83, svensk författare.
  - Bernard Tapie, 78, fransk affärsman, president för Olympique de Marseille 1986–1994.
  - Lars Vilks, 75, svensk konstnär och debattör.
- 9 oktober – Abolhassan Banisadr, 88, iransk politiker, president 1980–1981.
- 18 oktober – Colin Powell, 84, amerikansk fyrstjärnig general och ämbetsman, försvarschef 1989–1993 och utrikesminister 2001–2005.
- 21 oktober – Einár, 19, svensk rappare och låtskrivare.
- 26 oktober
  - Roh Tae-woo, 88, sydkoreansk politiker, president 1988–1993
  - Lil Terselius, 76, svensk skådespelare.
- 27 oktober – Per T. Ohlsson, 63, svensk författare och journalist.

### November

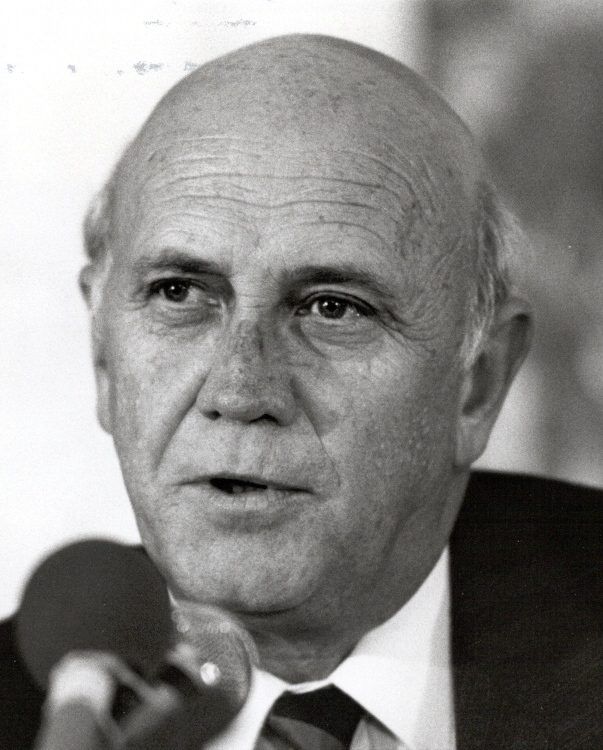
Den sydafrikanske presidenten och fredspristagaren F.W. de Klerk avled 11 november, 85 år gammal.

- 6 november – Cissé Mariam Kaïdama Sidibé, 73, malisk politiker, premiärminister 2011–2012.
- 7 november – Dean Stockwell, 85, amerikansk skådespelare.
- 8 november – Kirsi Kunnas, 96, finländsk barnboksförfattare, poet och översättare.
- 9 november – Katarina Hahr, 60, svensk radiojournalist och producent.
- 11 november – F.W. de Klerk, 85, sydafrikansk politiker, Sydafrikas president 1989–1994, mottagare av Nobels fredspris 1993.
- 19 november – Hans-Erik Dyvik Husby, 49, norsk sångare under artistnamnet Hank von Helvete, låtskrivare och skådespelare.
- 21 november – Robert Bly, 94, amerikansk poet och författare.
- 22 november – Kim Friele, 86, norsk författare och aktivist för homosexuellas rättigheter.
- 23 november – Chun Doo-hwan, 90, sydkoreansk politiker, president 1980–1988.
- 26 november – Stephen Sondheim, 91, amerikansk kompositör.
- 28 november
  - Virgil Abloh, 41, amerikansk kläddesigner
  - Norodom Ranariddh, 77, kambodjansk prins och politiker, premiärminister 1993–1997.
  - Frank Williams, 79, brittisk företagsledare och grundare av Formel 1-stallet Williams F1.

### December

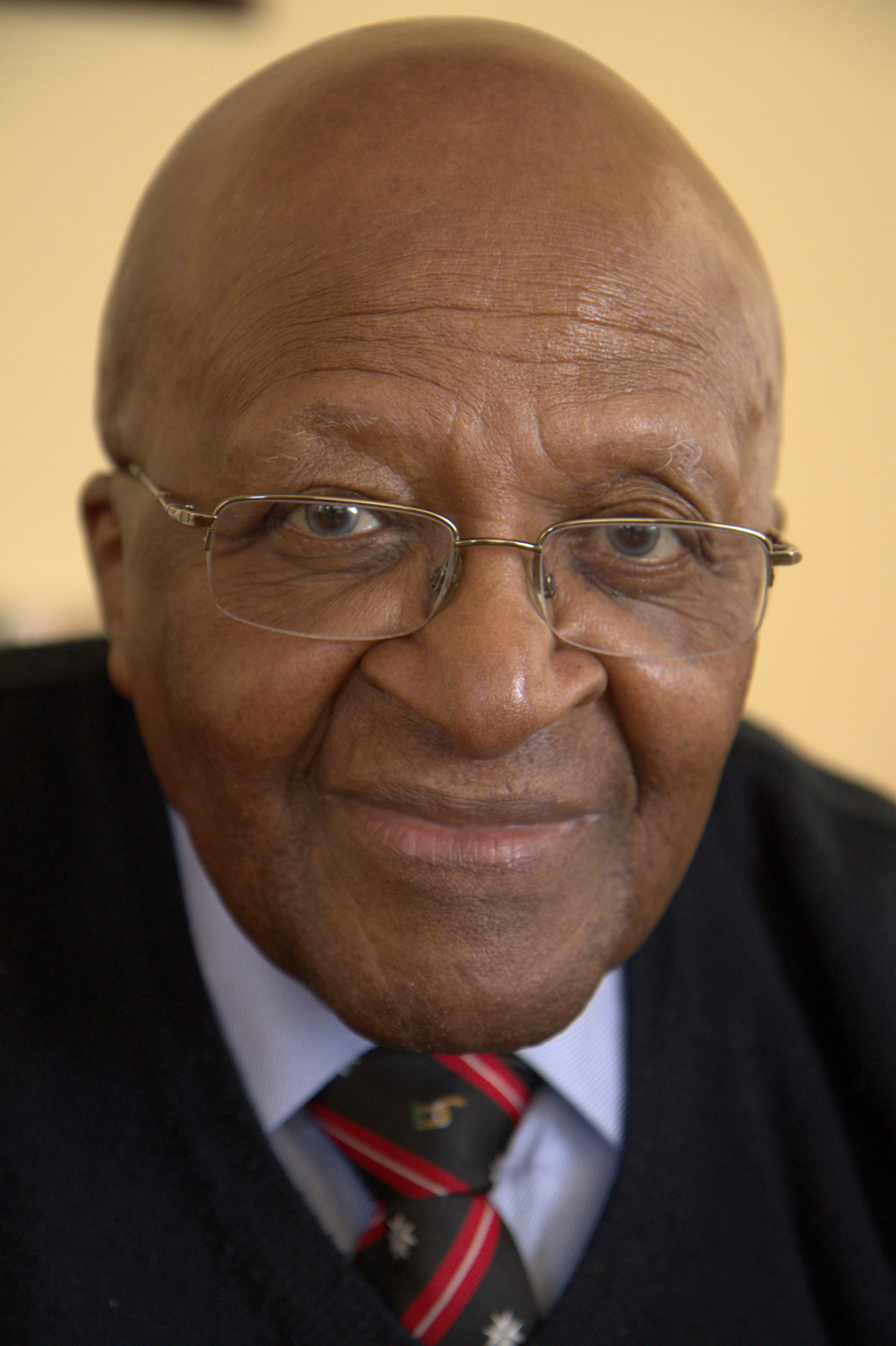
Den sydafrikanske ärkebiskopen och fredspristagaren Desmond Tutu avled 26 december, 90 år gammal.

- 5 december – Bob Dole, 98, amerikansk senator och tidigare presidentkandidat.
- 6 december – Kåre Willoch, 93, norsk politiker, statsminister 1981–1986.
- 9 december – Lina Wertmüller, 93, italiensk filmregissör och manusförfattare.
- 11 december – Anne Rice, 80, amerikansk författare.
- 12 december – Margareta Ekström, 91, svensk författare, översättare och litteraturkritiker.
- 23 december – Joan Didion, 79, amerikansk författare, journalist och essäist.
- 26 december – Desmond Tutu, 90, sydafrikansk ärkebiskop, mottagare av Nobels fredspris 1984.
- 31 december – Betty White, 99, amerikansk skådespelare

### Fotnoter
1. ↑  Schnirring, Lisa (4 januari 2021). ”COVID variant-fueled surge, health system pressure trigger new UK lockdown” (på engelska). CIDRAP News. https://www.cidrap.umn.edu/news-perspective/2021/01/covid-variant-fueled-surge-health-system-pressure-trigger-new-uk-lockdown. Läst 12 januari 2021.
2. ↑  Shin, Hyonhee (11 januari 2021). ”Mixed signals for North Korean leader's sister as Kim seeks to cement power” (på engelska). Reuters. https://www.reuters.com/article/us-northkorea-politics-idUSKBN29F0OD. Läst 12 januari 2021.
3. ↑  ”59TH INAUGURAL CEREMONIES” (på amerikansk engelska). The Joint Congressional Committee on Inaugural Ceremonies. https://www.inaugural.senate.gov/59th-inaugural-ceremonies/. Läst 12 januari 2021.
4. ↑  ”Kaja Kallas confirmed as Prime Minister of Estonia” (på engelska). ALDE Party. Arkiverad från originalet den 31 januari 2021. https://web.archive.org/web/20210131103004/https://www.aldeparty.eu/kaja_kallas_confirmed_as_prime_minister_of_estonia. Läst 26 januari 2021.
5. ↑  ”Myanmar coup: Aung San Suu Kyi detained as military seizes control” (på brittisk engelska). BBC News. 1 februari 2021. https://www.bbc.com/news/world-asia-55882489. Läst 1 februari 2021.
6. ↑  ”Navalnyj döms till 3,5 års fängelse”. SVT Nyheter. 2 februari 2021. https://www.svt.se/nyheter/snabbkollen/navalnyj-far-3-5-ars-fangelse. Läst 6 februari 2021.
7. ↑  ”Touchdown! NASA's Mars Perseverance Rover Safely Lands on Red Planet”. nasa.gov. 18 februari 2021. https://www.nasa.gov/press-release/touchdown-nasas-mars-perseverance-rover-safely-lands-on-red-planet. Läst 21 april 2021.
8. 1 2 3 4 5  Stahle, Nils (18 april 2021). ”Fem kvinnor har dödats senaste veckorna”. SVT Nyheter. https://www.svt.se/nyheter/inrikes/har-ar-de-uppmarksammade-fallen-fem-kvinnor-har-dodats-senaste-veckorna. Läst 20 april 2021.
9. ↑  ”Soldiers arrested in Niger after 'attempted coup'” (på engelska). France 24. 31 mars 2021. https://www.france24.com/en/live-news/20210331-soldiers-arrested-in-niger-after-attempted-coup. Läst 21 juni 2021.
10. ↑  ”Kina ett steg närmare egen rymdstation” (på svenska). Svenska Dagbladet. 29 april 2021. https://www.svd.se/a/Ga9djB/kina-skjuter-upp-modul-till-rymdstation. Läst 18 september 2022.
11. ↑  Kirvesmäki, Jimmy (3 april 2021). ”Kvinna död i Huddinge – man gripen för mord”. SVT Nyheter. https://www.svt.se/nyheter/lokalt/stockholm/kvinna-antraffad-med-livshotande-skador-man-gripen-for-mordforsok. Läst 20 april 2021.
12. ↑  ”Svenska Akademien får inte framgång i domstol i mål om klassikerskydd för vissa äldre diktverk”. Sveriges Domstolar. 15 april 2021. https://www.domstol.se/nyheter/2021/04/svenska-akademien-far-inte-framgang-i-domstol-i-mal-om-klassikerskydd-for-vissa-aldre-diktverk/. Läst 23 november 2021.
13. ↑  Zetterdahl, Christian S.; Brantemo, Axel; Gelin, Lovisa (15 april 2021). ”Kvinna mördad vid resecentrum i Linköping”. SVT Nyheter. https://www.svt.se/nyheter/lokalt/ost/man-gripen-for-valdsbrott-vid-resecentrum-i-linkoping. Läst 20 april 2021.
14. ↑  Bergman, Tommy (16 april 2021). ”Ung kvinna misstänkt mördad i Älta”. SVT Nyheter. https://www.svt.se/nyheter/lokalt/stockholm/ung-kvinna-misstankt-mordad-i-alta. Läst 20 april 2021.
15. ↑  Lappalainen, Kaisa (18 april 2021). ”Avlidna kvinnans identitet fastställd – misstänkta gärningsmannen anhållen”. SVT Nyheter. https://www.svt.se/nyheter/lokalt/smaland/aklagaren-9. Läst 20 april 2021.
16. ↑  ”Mars Helicopter” (på engelska). mars.nasa.gov. https://mars.nasa.gov/technology/helicopter/. Läst 20 april 2021.
17. ↑  ”Nasa: Lyckad flygning på Mars”. SVT Nyheter. 19 april 2021. https://www.svt.se/nyheter/utrikes/nytt-forsok-med-flygning-pa-mars. Läst 20 april 2021.
18. ↑  ”Biden erkänner massakern i Armenien som folkmord”. www.tv4.se. https://www.tv4.se/artikel/249EqDNMmm7J74FDgfGhgn/just-nu-biden-erkaenner-folkmord-under-foersta-vaerldskriget. Läst 17 februari 2023.
19. ↑  Patrick Kingsley, Isabel Kershner (11 maj 2021). ”More Than 30 Dead in Gaza and Israel as Fighting Quickly Escalates”. The New York Times. https://www.nytimes.com/2021/05/11/world/middleeast/israel-gaza-airstrikes.html. Läst 4 juni 2021.
20. ↑  Nils Stahle (21 maj 2021). ”Här blossade konflikten upp på nytt – SVT på plats i Sheikh Jarrah”. SVT Nyheter. https://www.svt.se/nyheter/utrikes/har-fick-konflikten-nytt-liv-svt-pa-plats. Läst 4 juni 2021.
21. ↑  Sofia Tanaka (16 maj 2021). ”Israel attackerade mediebolags kontor i Gaza”. Dagens Nyheter. https://www.dn.se/varlden/israel-attackerade-mediebolags-kontor-i-gaza/. Läst 4 juni 2021.
22. ↑  ”Röstfördelning - Val till Sametinget 2021”. data.val.se. https://historik.val.se/val/same2021/roster.html. Läst 19 december 2021.
23. ↑  ”Vapenvila mellan Israel och Hamas”. Sveriges Radio. 20 maj 2021. https://sverigesradio.se/artikel/vapenvila-mellan-israel-och-hamas. Läst 4 juni 2021.
24. ↑  ”OS-guld till Daniel Ståhl och silver till Simon Pettersson”. SVT Sport. 31 juli 2021. https://www.svt.se/sport/friidrott/daniel-stahl-os-diskus-tokyo. Läst 7 augusti 2021.
25. ↑  ”OS-guld till Armand Duplantis – nära på världsrekordet”. SVT Sport. 3 augusti 2021. https://www.svt.se/sport/friidrott/armand-duplantis-os-final-tokyo-stavhopp-friidrott. Läst 7 augusti 2021.
26. ↑  ”OS-guld till hopplaget”. sok.se. https://sok.se/arkiv-for-artiklar/2021-08-07-os-guld-till-hopplaget.html. Läst 7 augusti 2021.
27. ↑  ”Program för riksmötets öppnande” (pdf). Sveriges riksdag. 14 september 2021. Arkiverad från originalet den 17 september 2021. https://web.archive.org/web/20210917101045/https://riksdagen.se/globalassets/00.-start/202021/rmo-2021/oppnandeprogram-2021-webb.pdf. Läst 17 september 2021.
28. ↑  ”Regeringsförklaringen” (pdf). Sveriges regering. 14 september 2021. Arkiverad från originalet den 16 september 2021. https://web.archive.org/web/20210916183817/https://regeringen.se/4a6057/contentassets/9a1d297694724f80b8a7663b8b2c3d41/regeringsforklaringen-den-14-september-2021.pdf. Läst 17 september 2021.
29. ↑  ”Germany votes: Projections give Social Democrats narrow lead” (på engelska). Deutsche Welle. 26 september 2021. https://www.dw.com/en/german-election-2021-results/a-59313269. Läst 26 september 2021.
30. ↑  ”Alle Ergebnisse und Grafiken der Bundestagswahl im Überblick” (på tyska). welt.de. Die Welt. 27 september 2021. https://www.welt.de/politik/bundestagswahl/article233164435/Bundestagswahl-Deutschland-hat-gewaehlt-Das-sind-die-Wahlergebnisse.html. Läst 27 september 2021.
31. ↑  ”Pressmeddelande: Nobelpriset i fysiologi eller medicin 2021”. Nobelstiftelsen. 4 oktober 2021. https://www.nobelprize.org/prizes/medicine/2021/172737-press-release-swedish/. Läst 16 oktober 2021.
32. ↑  ”Pressmeddelande: Nobelpriset i fysik 2021”. Nobelstiftelsen. 5 oktober 2021. https://www.nobelprize.org/prizes/physics/2021/172741-press-release-swedish/. Läst 16 oktober 2021.
33. ↑  ”Pressmeddelande: Nobelpriset i kemi 2021”. Nobelstiftelsen. 6 oktober 2021. https://www.nobelprize.org/prizes/chemistry/2021/172745-press-release-swedish/. Läst 16 oktober 2021.
34. ↑  ”Pressmeddelande: Nobelpriset i litteratur 2021”. Nobelstiftelsen. 7 oktober 2021. https://www.nobelprize.org/prizes/literature/2021/172751-press-release-swedish/. Läst 16 oktober 2021.
35. ↑  ”Kunngjørelse: Nobels Fredspris for 2021”. Nobelstiftelsen. 8 oktober 2021. https://www.nobelprize.org/prizes/peace/2021/172818-press-release-norwegian/. Läst 16 oktober 2021.
36. ↑  ”Pressmeddelande: Ekonomipriset 2021”. Nobelstiftelsen. 11 oktober 2021. https://www.nobelprize.org/prizes/economic-sciences/2021/172821-press-release-swedish/. Läst 16 oktober 2021.
37. ↑  Hjetland, Geir Bjarte, med flera (13 oktober 2021). ”Fem drept – politiet utelukker ikke terror” (på norska). NRK.no. Norsk rikskringkasting. Arkiverad från originalet den 14 oktober 2021. https://web.archive.org/web/20211014111136/https://www.nrk.no/norge/fem-drept-_-politiet-utelukker-ikke-terror-1.15689121. Läst 16 oktober 2021.
38. ↑  Andrén, Simon (14 oktober 2021). ”Polisens nya lista över utsatta områden – läget förbättrat i Norrköping”. Ekot. Sveriges Radio. https://sverigesradio.se/artikel/polisens-nya-lista-over-utsatta-omraden-laget-forbattrat-i-norrkoping. Läst 16 oktober 2021.
39. ↑  Andersson, Fredrik; Asahara, Makoto; Rydén, Anna (17 oktober 2021). ”SM-guld till Rosengård – Sanders hjälte”. Aftonbladet. https://www.aftonbladet.se/sportbladet/fotboll/a/rEmXnK/sm-guld-till-rosengard--sanders-hjalte. Läst 4 november 2021.
40. ↑  ”Karolina Ekholm ny riksgäldsdirektör < hämtdatum = 9 november 2021”. Finansdepartementet. 3 november 2021. https://www.regeringen.se/pressmeddelanden/2021/11/karolina-ekholm-ny-riksgaldsdirektor/.
41. ↑  ”Ylva Karlsson tilldelas Astrid Lindgren-priset 2021”. Norstedts Förlagsgrupp. 12 november 2021. https://press.norstedtsforlagsgrupp.se/post/ylva-karlsson-tilldelas-astrid-lindgren-priset-2021. Läst 23 november 2021.
42. ↑  TT/OMNI (20 november 2021). ”Efter L-strid: Socialliberaler blickar framåt”. omni.se. https://tt.omni.se/efter-l-strid-socialliberaler-blickar-framat/a/KzaBE6. Läst 21 november 2021.
43. ↑  ”2021 års Augustpris tilldelas”. augustipriset.se. Svenska Förläggareföreningen. 21 november 2021. Arkiverad från originalet den 22 november 2021. https://web.archive.org/web/20211122190541/https://www.augustpriset.se/nyheter/2021-ars-augustpris-tilldelas. Läst 22 november 2021.
44. ↑  ”Ursäkten till det samiska folket”. www.svenskakyrkan.se. https://www.svenskakyrkan.se/samiska/ursakt-till-det-samiska-folket. Läst 26 november 2021.
45. ↑  ”Åkesson omvald som SD-ledare”. TT/Omni. 27 november 2021. https://tt.omni.se/akesson-omvald-som-sd-ledare/a/Poam50. Läst 28 november 2021.
46. ↑  ”SD vill förbjuda muslimska friskolor”. TT/Omni. 27 november 2021. https://tt.omni.se/sd-vill-forbjuda-muslimska-friskolor/a/a7aL94. Läst 28 november 2021.
47. ↑  ”SD-strid om storlek på återvandring”. TT/Omni. 26 november 2021. https://tt.omni.se/sd-strid-om-storlek-pa-atervandring/a/WjaeWL. Läst 28 november 2021.
48. ↑  Törnmalm, Kristoffer (28 november 2021). ”Sverigedemokraternas krav: Trycker grönt för ministerposter”. svt.se. https://www.svt.se/nyheter/sd-s-krav-trycker-gront-for-en-ministerpost. Läst 28 november 2021.
49. ↑  Andersson, Magdalena (30 november 2021). ”Regeringsförklaringen 30 november 2021” (pdf). regeringen.se. https://www.regeringen.se/4ae4cc/contentassets/1ad9662e6ad44cbeb0b452766bfadd92/regeringsforklaring-magdalena-andersson.pdf. Läst 30 november 2021.
50. ↑  ”Regeringsskiften den 30 november 2021”. regeringen.se. 30 november 2021. https://www.regeringen.se/pressmeddelanden/2021/11/regeringsskifte-den-30-november-2021/. Läst 30 november 2021.
51. ↑  ”Regeringsskiftet formellt klart – första gången ”fru statsminister” yttrades”. omni.se. 30 november 2021. https://omni.se/regeringsskiftet-formellt-klart-forsta-gangen-fru-statsminister-yttrades/a/v5VjLB. Läst 30 november 2021.
52. ↑  Milad Akbarzadeh, Gabriel Melke (4 december 2021). ”Malmö FF svenska mästare 2021” (på svenska). SVT Sport. https://www.svt.se/sport/fotboll/mff-5. Läst 30 augusti 2022.
53. ↑  ”Ärkebiskop Antje lägger ner staven hösten 2022”. Svenska kyrkan. 7 december 2021. Arkiverad från originalet den 7 december 2021. https://web.archive.org/web/20211207083926/https://www.svenskakyrkan.se/pressmeddelande/arkebiskop-antje-lagger-ner-staven-hosten-2022?publisherId=1344892&releaseId=3312405&channels=3116725,3240407,3240404&webid=1374643. Läst 7 december 2021.
54. ↑  ”Ärkebiskop Antje Jackelén går i pension” (på svenska). SVT Uppsala. 7 december 2021. https://www.svt.se/nyheter/lokalt/uppsala/antje-jackelen-gar-i-pension. Läst 7 december 2021.
55. ↑  Lindquist, Sara K; Forsberg, Birgitta; Alsing Pettersson, Nichlas (7 december 2021). ”Bragdguldet till ryttartrio: ”Jätteglad””. svd.se. ISSN 2001-3868. https://www.svd.se/just-nu-ryttartrion-tilldelas-bragdguldet. Läst 8 december 2021.
56. ↑  ”Olaf Scholz ist neuer Bundeskanzler” (på tyska). welt.de. 8 december 2021. https://www.welt.de/politik/deutschland/article235526706/Neunter-deutscher-Kanzler-Olaf-Scholz-ist-neuer-Bundeskanzler.html. Läst 8 december 2021.
57. ↑  ”Magnus Carlsen försvarade världstiteln i schack”. Dagens Nyheter. 10 december 2021. ISSN 1101-2447. https://www.dn.se/sport/magnus-carlsen-forsvarade-varldstiteln-i-schack/. Läst 10 december 2021.
58. ↑  Ulrika Engström (25 december 2021). ”Nytt superteleskop uppskjutet” (på svenska). SVT Vetenskap. https://www.svt.se/nyheter/vetenskap/idag-skjuts-varldens-dyraste-teleskop-upp. Läst 12 september 2022.